# ダキア人

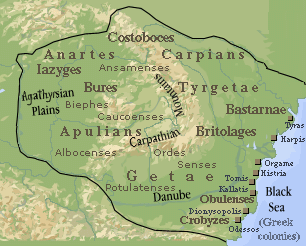
ブレビスタが支配していた紀元前82年ごろにおけるダキア人の王国

ダキア人（ダキアじん、ルーマニア語: dacică）は、紀元前1000年頃から、ダキア地方（現在のルーマニア）に住んでいたトラキア系の民族のこと。
現在のルーマニアでは、このダキア人とローマ人の混血した人々がルーマニア人の祖先であるとされている｡

## 歴史
- 紀元前4世紀頃に、ケルト人によって侵入を受けた。
- 紀元前70年に、部族連合の首長ブレビスタがダキアを統一し、ローマ帝国に抵抗を続けた。
- 101年、ローマ帝国の皇帝トラヤヌスが、ダキアを征服するためにダキア戦争を始めた。
- 106年、ダキアの王デケバルス（デチェバル）が自殺し、トラヤヌス帝の支配下のローマ帝国がダキアを征服した。以後、多くのローマ市民がダキア地方に移住し、ダキアのローマ化が進んだ。
- 271年、東ゴート族とサルマティア族のダキアへの侵攻が激しくなり、それに耐えかねたローマ帝国の軍団がダキアから撤退した。その後、ダキアの地には西ゴート族、フン族、ブルガール人、アヴァール人、マジャル人など様々な民族が侵入した。また南スラヴ人の南下も受けたため、ダキア人の文化は消滅してしまったとされている。

## 文化
- ダキア語